# کتابفروشی فمینیست

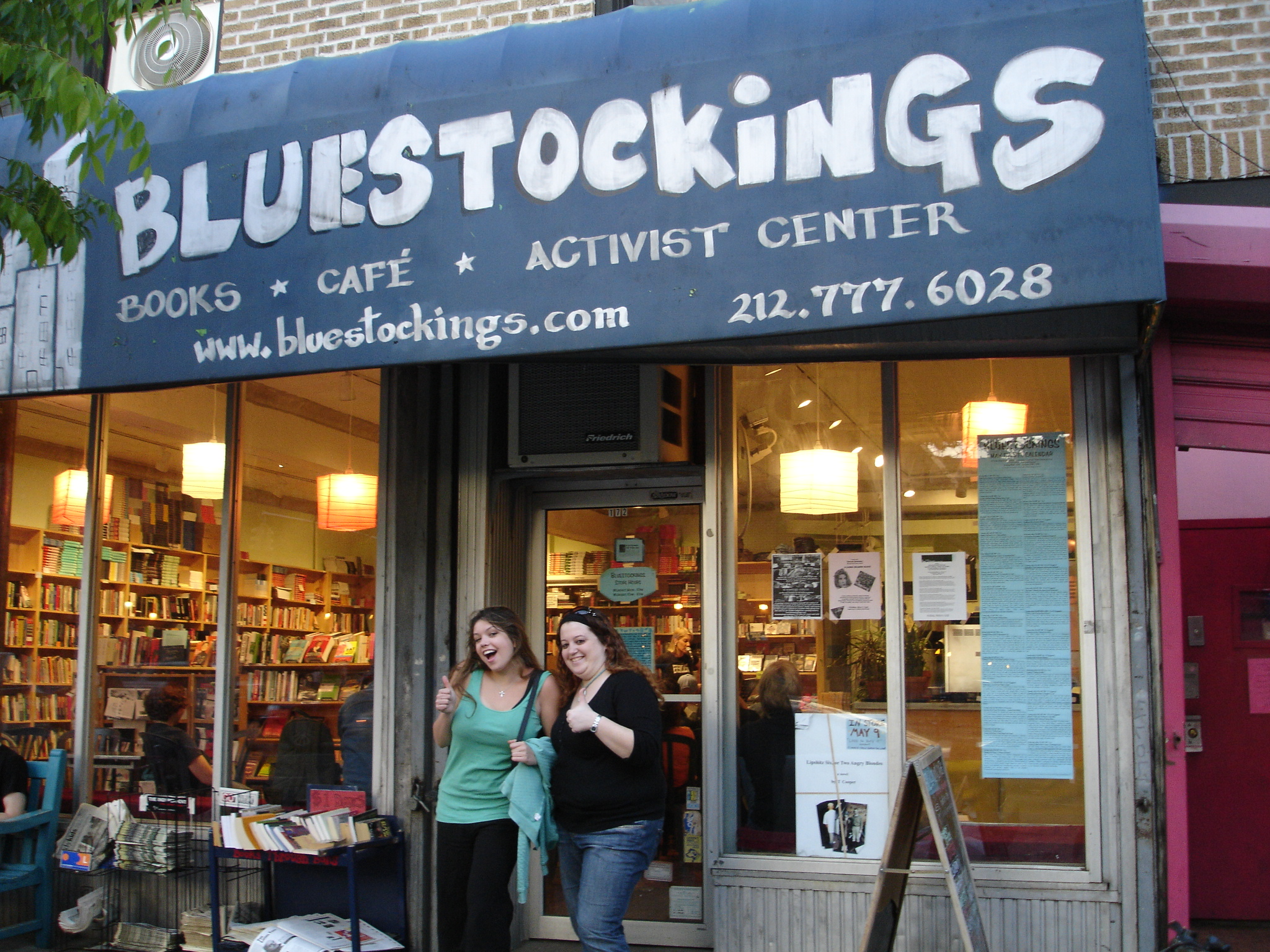
Bluestockings، Lower East Side، نیویورک، ۲۰۰۶

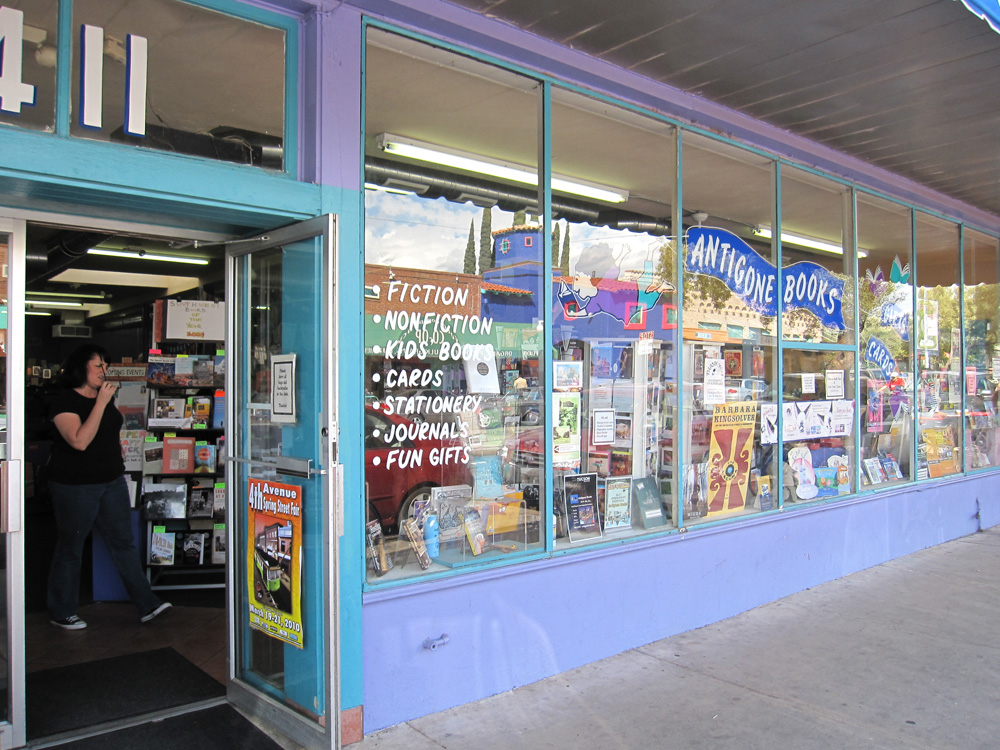
کتابهای آنتیگون در توسان، آریزونا

کتابفروشی‌های فمینیست مطالبی را در رابطه با مسائل زنان، جنسیت و تمایلات جنسی به فروش می‌رسانند. این فروشگاه‌ها به‌عنوان اولین فضاهای باز برای ایجاد و سازماندهی جامعه فمینیستی خدمت می‌کردند.
قبل از رواج کتابفروشی‌های فمینیست، کتاب فروشی یک تجارت تحت سلطه مردان سفیدپوست در ایالات متحده بود. در این مدیران کتابفروشی برای برآوردن خواسته‌های ادبیات زن محور که در آن زمان توسط فمینیست‌ها مطرح می‌شد، آگاهی و علاقه ای وجود نداشت. اگرچه در برخی از کتابفروشی‌ها بخشهای کوچکی از ادبیات زنان یا کتابهای فمینیستی نمایان بود، اینها محدود بودند و نمایانگر دامنه و عمق این دسته نبودند، و موضوعاتی را که پیرامون مردان نبودند به عنوان یک بخش اضافی از کتابفروشی‌ها به جای یک بخش جدایی ناپذیر در نظر می‌گرفتند.

## تاریخچه
در این زمینه کتابفروشی‌ها به عنوان فضاهایی نه تنها برای خرید کتاب، بلکه ایجاد جامعه ای برای زنان، لزبین‌ها و فمینیست‌ها به عنوان بخشی از جنبش رو به رشد فمینیستی اواسط قرن بیستم پدید آمدند. این کتابفروشی‌های مستقل طی دهه ۱۹۶۰ به عنوان بخشی از جنبش فمینیستی موج دوم ، شبکه ای را در سراسر ایالات متحده و خارج از کشور تشکیل دادند. علاوه بر عملکرد کتابفروشی، کتابفروشی‌های فمینیستی به عنوان مکان‌هایی برای یادگیری و سازماندهی تغییرات اجتماعی عمل می‌کردند. بسیاری از کتابفروشی‌های فمینیست توسط هیئت‌هایی از زنان در ساختار غیر سلسله مراتبی اداره می‌شدند. این یک مدل تجاری ضدسرمایه‌داری مطابق با اعتقاد فمینیست‌های موج دوم مبنی بر اینکه برای ایجاد تغییر معنادار در زندگی زنان، تغییر سیستم لازم است.
فراخوان برای انواع متنوع فضاهای فمینیستی و لزبین به‌طور جزعی انجام شد چون مشاغل غیرعادی و مکان‌هایی برای ساخت جامعه بسیار اندک بود با استثنای قابل توجهی در مورد صحنه سازی نوار همجنسگرایان. حتی در فضاهای صریحLGBT لزبین، همجنسگرایان، دوجنسگرایان، ترنس) لزبین‌ها، علاوه بر تبعیض گسترده جامعه ای که با آن روبرو بودند، کنار گذاشته شدند. در پاسخ به کمبود مکان‌های امن برای لزبین‌ها و زنان دوجنس گرا، کتابفروشی‌های فمینیست تا حدی برای مقابله با این همجنس‌گرایی و لزو هراسی ایجاد شده‌اند.

## مطالعات جنسیتی و زنان
کتابفروشی‌های فمینیستی برای ایجاد و رشد مطالعات فمینیستی در آکادمی ضروری بودند. با ادغام ادبیات فمینیستی و فراهم آوردن فضاهایی برای بحث آزاد دربارهٔ موضوعات مربوط به زنان، این کتابفروشی‌ها به محفظه رشد روشنفکران فمینیست تبدیل شدند. نظریه‌های نژاد انتقادی و جنسیت تا حدی توسط این روشنفکران و فعالان تولید شد و کتابفروشی‌های فمینیستی کلید توسعه محتوای لازم برای تأسیس رشته در آکادمی بودند. از آنجا که این کتابفروشی‌ها برای عموم آزاد بود و از طریق کالاهای فروخته شده و همچنین زنانی که مغازه‌ها را اداره می‌کردند منابعی را تأمین می‌کردند، افرادی که قبلاً هرگز به این دانش دسترسی نداشتند دسترسی پیدا کردند. این امر امکان فراخوانی گسترده‌تری را برای اولین بار برای مطالعات زنان و سپس برای مطالعات جنسیتی به عنوان گروه‌های دانشگاهی در سراسر کشور فراهم آورد.

## مسائل کتابفروشی‌های فمینیست
گرچه بسیاری از کتابفروشی‌ها هدفشان ایجاد هیئت مدیره متنوعی بود که نشان دهنده تجارب گوناگون زن بودن باشد، اما فمینیسم سفید در برخی از مدیران مسئله فعلی بود. در مورد کتابفروشی A Woman's Place، این عدم درک از تقاطع منجر به نابودی هیئت مدیره و بحث حقوقی پر سر و صدا شد.
یکی از راه‌های برخورد زنان رنگین‌پوست با این کار بازکردن مشاغل تحت تجربیات خود و ایجاد تجربیات سایر زنان رنگین‌پوست بود. مطبوعات میز آشپزخانه یکی از این نمونه هاست. این یک شرکت چاپ و نشر بود که ادبیاتی را به‌طور انحصاری توسط زنان رنگین‌پوست از هر زمینه ای تهیه می‌کرد و سپس از طریق کتابفروشی‌های فمینیست به مردم می‌فروخت.